# حشمت أباد (مقاطعة دورود)
حشمت أباد (بالإنجليزية: Heshmatabad, Silakhor)‏ هي مستوطنة تقع في قسم تشالانتشولان الريفي (مقاطعة دورود) في إيران. يقدر عدد سكانها بـ 120 نسمة .